# Antillocladius zempoalensis
Antillocladius zempoalensis är en tvåvingeart som beskrevs av Mendes, Andersen och Ole Anton Saether 2004. Antillocladius zempoalensis ingår i släktet Antillocladius och familjen fjädermyggor. Inga underarter finns listade i Catalogue of Life.